# Cascades Russell
Les cascades Russell són unes cascades del rierol Russell Falls, que es troben a la regió Central Highlands de Tasmània, Austràlia.

## Localització
Les cascades Russell estan situades al límit oriental del Mount Field National Park, a 100 metres de les cascades Horseshoe, aproximadament 70 km al nord-oest de Hobart a través de les autopistes Brooker i Lyell.
Les cascades són una atracció turística popular i són accessibles per un camí asfaltat. Les cascades baixen sobre les capes horitzontals de limolita marina del Permià, mentre que les cares verticals de les cascades es componen de capes de gres resistents.

## Turisme
Quan es van descobrir es van anomenar «cascades Brownings», al voltant de 1856, però van ser conegudes com les cascades Russell després de 1884, moment en què ja eren una atracció turística popular.
El 1885 es va establir la reserva de les cascades, i el 1899, les cascades Russell van ser seleccionades com una de vuit imatges que s'utilitzarien en un conjunt de segells pictòrics destinats a promoure la creixent indústria turística de la colònia.

## Galeria

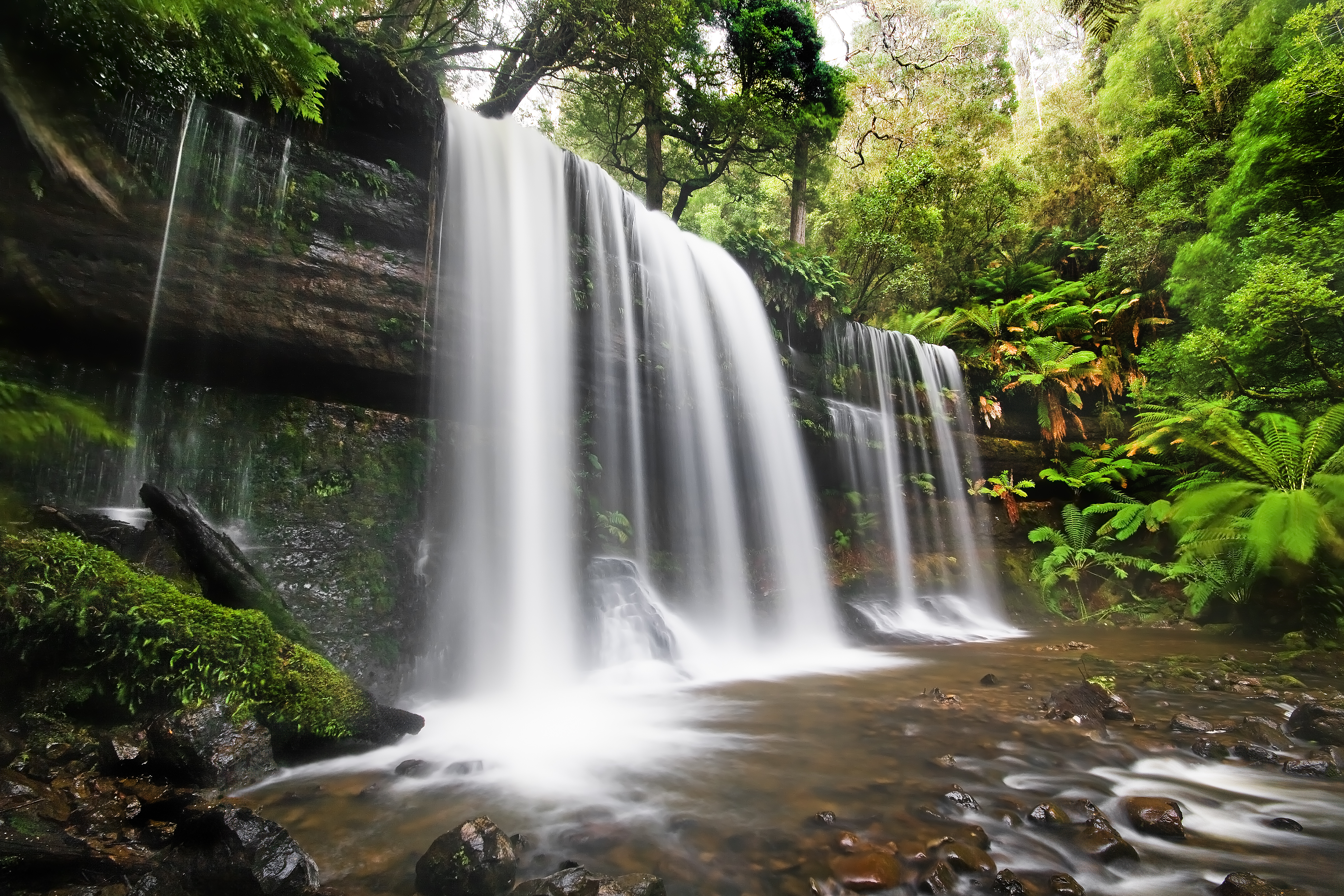
Cortina inferior de les cascades Russell
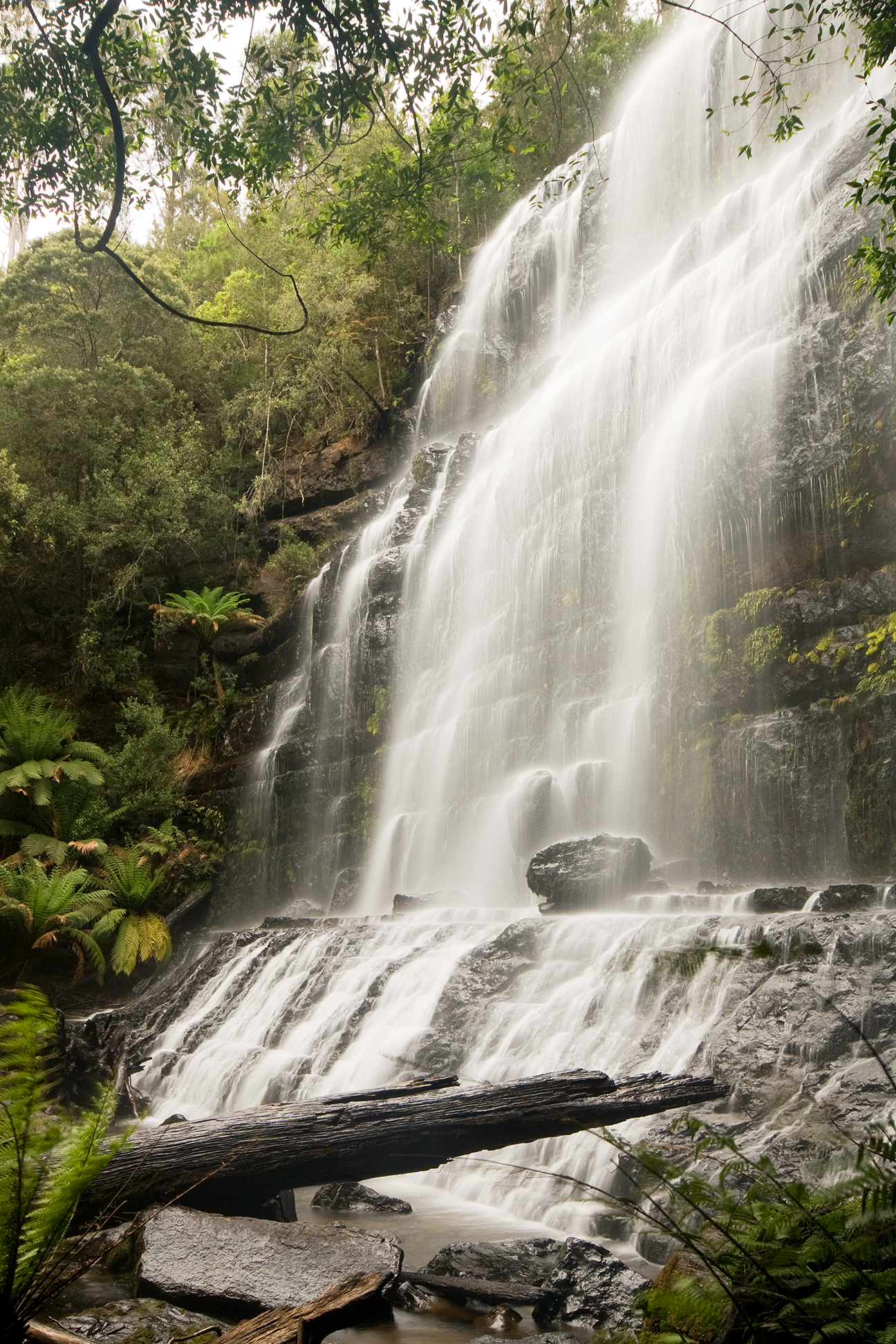
La part superior de les cascades Russell